# 澤萊內哈伊 (第聶伯羅區)

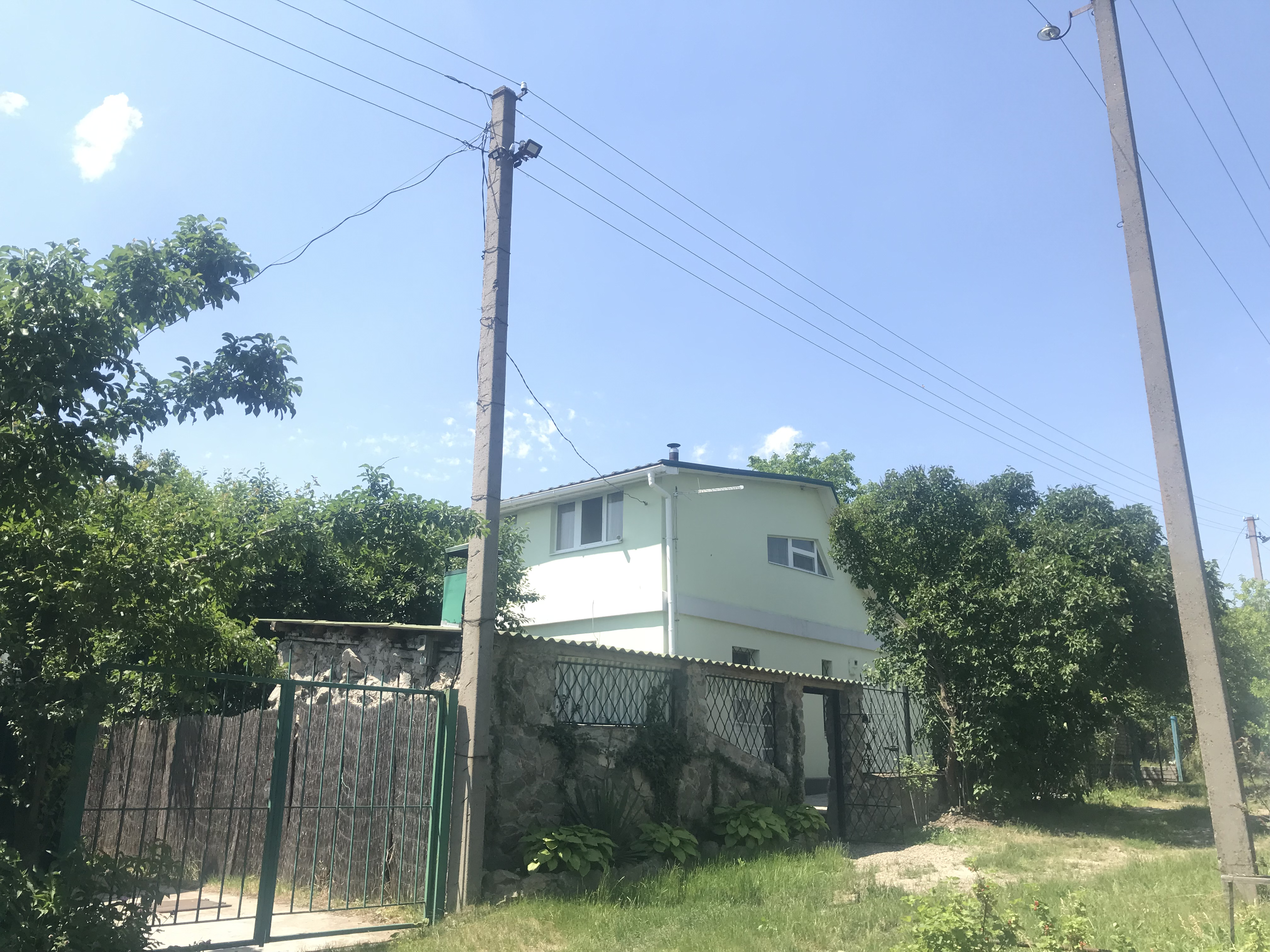
泽莱内哈伊的房子

泽莱内哈伊（羅馬化：Zelenyi Hai）是烏克蘭中部第聶伯羅彼得羅夫斯克州第聶伯羅區苏尔西科-利托夫斯克市镇内的村落。處於莫克拉蘇拉河畔，距離波赫丹尼夫卡和新米科萊夫卡2公里，海拔高度61米，2001年人口52。